# Proto-comunismo
Con l'espressione di proto-comunismo si intendono in sociologia quelle teorie o quei movimenti culturali che hanno anticipato il comunismo classico teorizzato da Marx e Engels.
Il proto-comunismo ha come sue caratteristiche principali il proporre:
- l'abolizione della proprietà privata
- la comunione dei beni in senso egualitario
- il controllo dei mezzi di produzione da parte dello Stato
- il provvedere da parte dello stato ai bisogni primari dei cittadini secondo i bisogni ossia i bisogni necessari ai quali lo Stato deve ottemperare.

Queste quattro caratteristiche primarie del comunismo in effetti hanno fatto nella storia la loro comparsa, sia pure in modo erratico e imperfetto, fin dalla fine del XVII secolo, trovando nel XVIII, e specialmente in Francia, espressioni abbastanza ben definite. In questo quadro emergono almeno tre personaggi di diverso peso, spessore e orientamento filosofico, ovvero Jean Meslier, Étienne-Gabriel Morelly e Dom Deschamps.
Il problema maggiore dell'esegesi concernente il pensiero proto-comunista è di poter discernere tra ciò che esplicitamente pone le quattro caratteristiche sopra citate e chi invece le ha evocate senza riferimenti espliciti. In tal senso è più che altro tra i religiosi eterodossi che è dato coglier più in senso pratico che teorico esempi di protocomunismo, basti pensare per esempio a Fra Dolcino.

## Preistoria

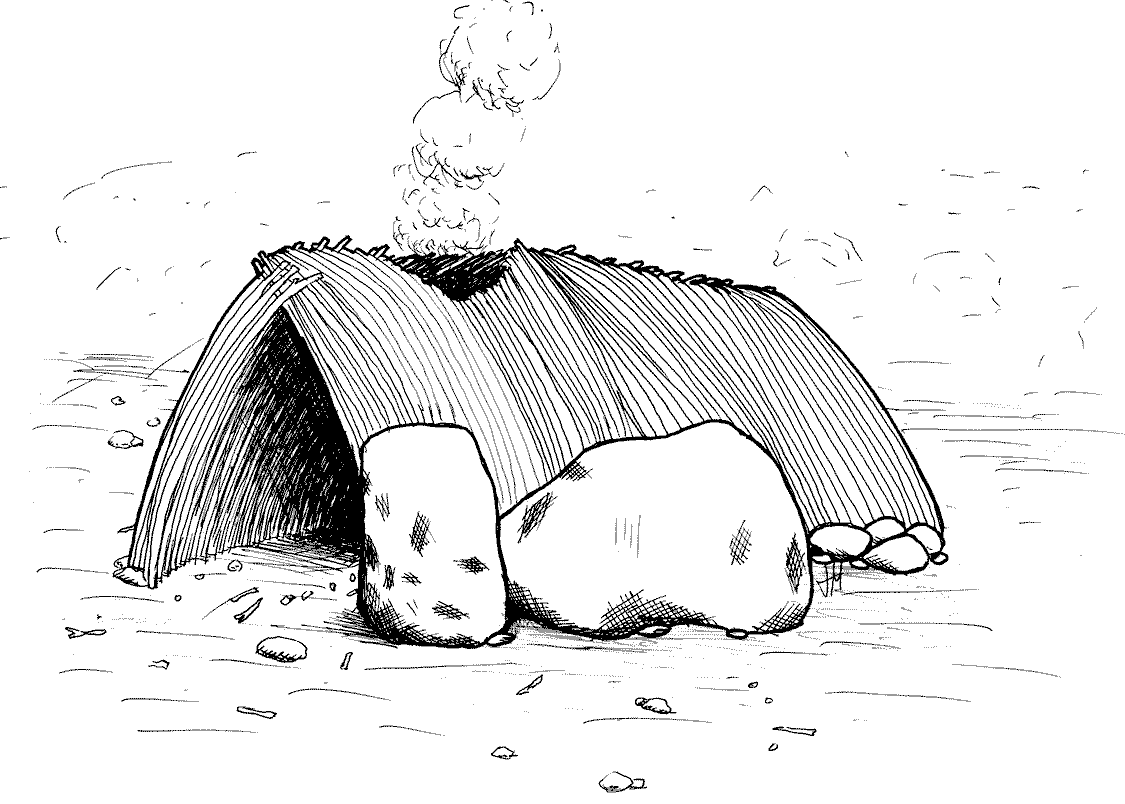
Il rendering di un artista di una casa temporanea in legno, basato su prove trovate a Terra Amata (a Nizza, Francia) e datate al Paleolitico inferiore (circa  400.000 anni fa).

Karl Marx e altri teorici del primo comunismo credevano che le società di cacciatori-raccoglitori come si trovavano nel Paleolitico fino alle società orticole come si trovavano nel Calcolitico fossero essenzialmente egualitarie e, quindi, definì la loro ideologia come comunismo primitivo. A partire da Marx, sociologi e archeologi hanno sviluppato l'idea e la ricerca sul comunismo primitivo. Secondo Harry W. Laidler, uno dei primi scrittori a sposare una credenza nel comunismo primitivo del passato fu lo stoico romano filosofo Seneca che affermò: "Quanto era felice l'età primitiva quando i doni della natura erano in comune... Avevano in comune tutta la natura che dava loro un sicuro possesso della ricchezza pubblica". Per questo motivo credeva che tali società primitive fossero le più ricche in quanto non c'era povertà. Secondo Erik van Ree, altri scrittori greco-romani che hanno espresso la fede in un'umanità preistorica che aveva una struttura sociale di tipo comunista includono Diodoro Siculo, Virgilio e Ovidio.
A causa della forte evidenza di una società egualitaria, mancanza di gerarchia e di disuguaglianza economica, lo storico Murray Bookchin ha sostenuto che Çatalhöyük era un primo esempio di anarco-comunismo, e quindi un esempio di comunismo primitivo in una proto-città (un grande e denso insediamento neolitico che si distingue in gran parte da una città per la sua mancanza di pianificazione e governo centralizzato).

## Età del bronzo
È stato affermato che la civiltà della valle dell'Indo è un esempio di società comunista primitiva, a causa della sua percepita mancanza di conflitti e gerarchie sociali. Altri sostengono che una tale valutazione della civiltà della valle dell'Indo non sia corretta.

## Antichità classica

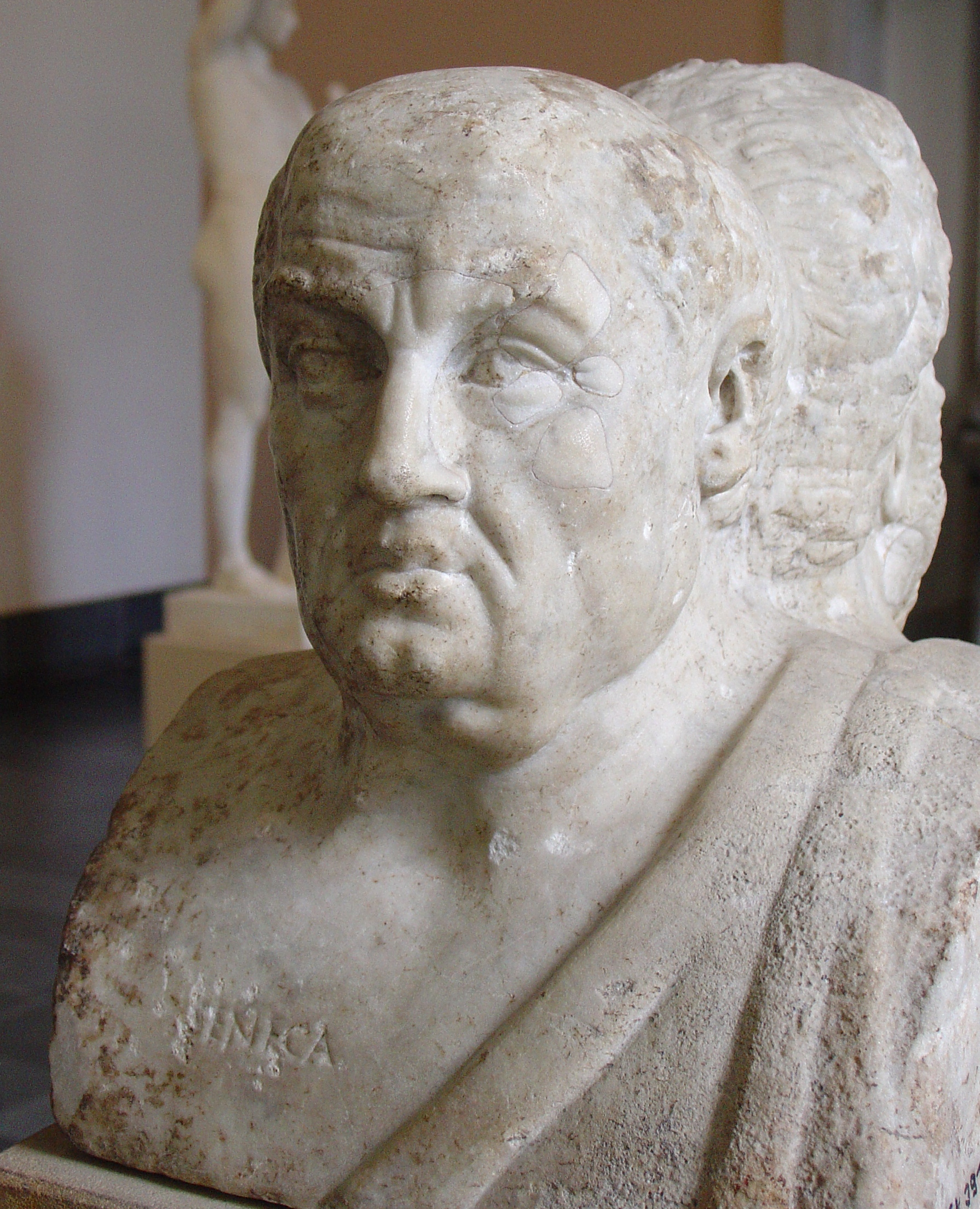
Il filosofo romano del I secolo a.C. Seneca credeva che gli esseri umani fossero caduti dall'età dell'oro del comunismo primitivo.

Anche l'idea di una società senza classi e senza Stato basata sul possedimento comune della proprietà e della ricchezza risale a molto tempo fa nel pensiero occidentale, molto prima del Manifesto del Partito Comunista. Ci sono studiosi che hanno fatto risalire le idee comuniste a tempi antichi, in particolare nell'opera di Pitagora e Platone. I seguaci di Pitagora, ad esempio, vivevano in un edificio e tenevano le loro proprietà in comune perché il filosofo insegnava l'assoluta uguaglianza della proprietà con tutti i beni terreni che venivano portati in un magazzino comune.
Si sostiene che La Repubblica di Platone descrivesse in modo molto dettagliato una società dominata dai comunisti in cui il potere è delegato nelle mani di un filosofo intelligente o di una classe di tutori militari e rifiutasse il concetto di famiglia e proprietà privata. In un ordine sociale diviso in re-guerrieri e demo omerico di artigiani e contadini, Platone concepì una città-Stato greca ideale senza alcuna forma di capitalismo e mercantilismo con intraprendenza imprenditoriale, pluralità politica e i disordini della classe operaia considerati come mali che devono essere aboliti. Mentre la visione di Platone non può essere considerata un precursore del pensiero comunista, le sue speculazioni utopiche saranno condivise in seguito da altri pensatori utopisti. Una caratteristica importante che contraddistingue la società ideale di Platone in La Repubblica è che il divieto della proprietà privata si applica solo alle classi superiori (governanti e guerrieri), non al pubblico in generale.

## Dal periodo imperiale romano alla tarda antichità
Gli studiosi biblici hanno sostenuto che il modo di produzione visto nella prima società ebraica era un modello domestico comunitario che era simile al comunismo primitivo.
I primi Padri della Chiesa, come i loro predecessori non abramitici, sostenevano che la società umana era declinata al suo stato attuale da un ordine sociale egualitario ormai perduto. Ci sono quelli che vedono che la chiesa paleocristiana, come quella descritta negli Atti degli Apostoli (in particolare Atti 2:44–45 e Atti 4:32–45) era una prima forma di comunismo. Il punto di vista è che il comunismo era solo il cristianesimo in pratica e Gesù Cristo era lui stesso un comunista. Questo legame è stato evidenziato in uno dei primi scritti di Marx che affermava: "Come Cristo è l'intermediario al quale l'uomo alleggerisce tutta la sua divinità, tutti i suoi vincoli religiosi, così lo Stato è il mediatore al quale egli trasferisce tutta la sua empietà, tutta la sua libertà umana". Inoltre, l'ethos marxista che mira all'unità riflette l'insegnamento universalista cristiano secondo cui l'umanità è una e che esiste un solo dio che non discrimina tra le persone. Gli storici successivi hanno sostenuto la lettura delle prime comunità della chiesa come di struttura comunista.

## Storia post-classica

### Europa
Peter Kropotkin ha sostenuto che gli elementi di mutuo aiuto e mutua difesa espressi nella comune medievale del Medioevo e nel suo sistema corporativo erano gli stessi sentimenti di autodifesa collettiva evidenti nell'anarchismo, nel comunismo e nel socialismo moderni. Dall'Alto Medioevo in Europa, vari gruppi che sostenevano idee comuniste e comuniste cristiane furono occasionalmente adottati da sette cristiane riformiste. Un gruppo proto-protestante dell'inizio del XII secolo originario di Lione noto come Valdesi possedevano i loro beni in comune secondo il Libro degli Atti, ma furono perseguitati dalla Chiesa Cattolica e si ritirarono in Piemonte. Intorno al 1300 i Fratelli Apostolici nel nord Italia furono rilevati da Fra Dolcino che formò una setta nota come i Dolciniani che sosteneva la fine del feudalesimo, lo scioglimento delle gerarchie nella chiesa e il possesso di tutte le proprietà in comune. La rivolta dei contadini in Inghilterra è stata un'ispirazione per "l'ideale medievale del comunismo primitivo", con il sacerdote John Ball della rivolta che è stato una figura ispiratrice per i successivi rivoluzionari e avendo presumibilmente dichiarato, "le cose non possono andare bene in Inghilterra, né lo faranno mai, fino a quando tutti i beni non saranno tenuti in comune".

### Sud America

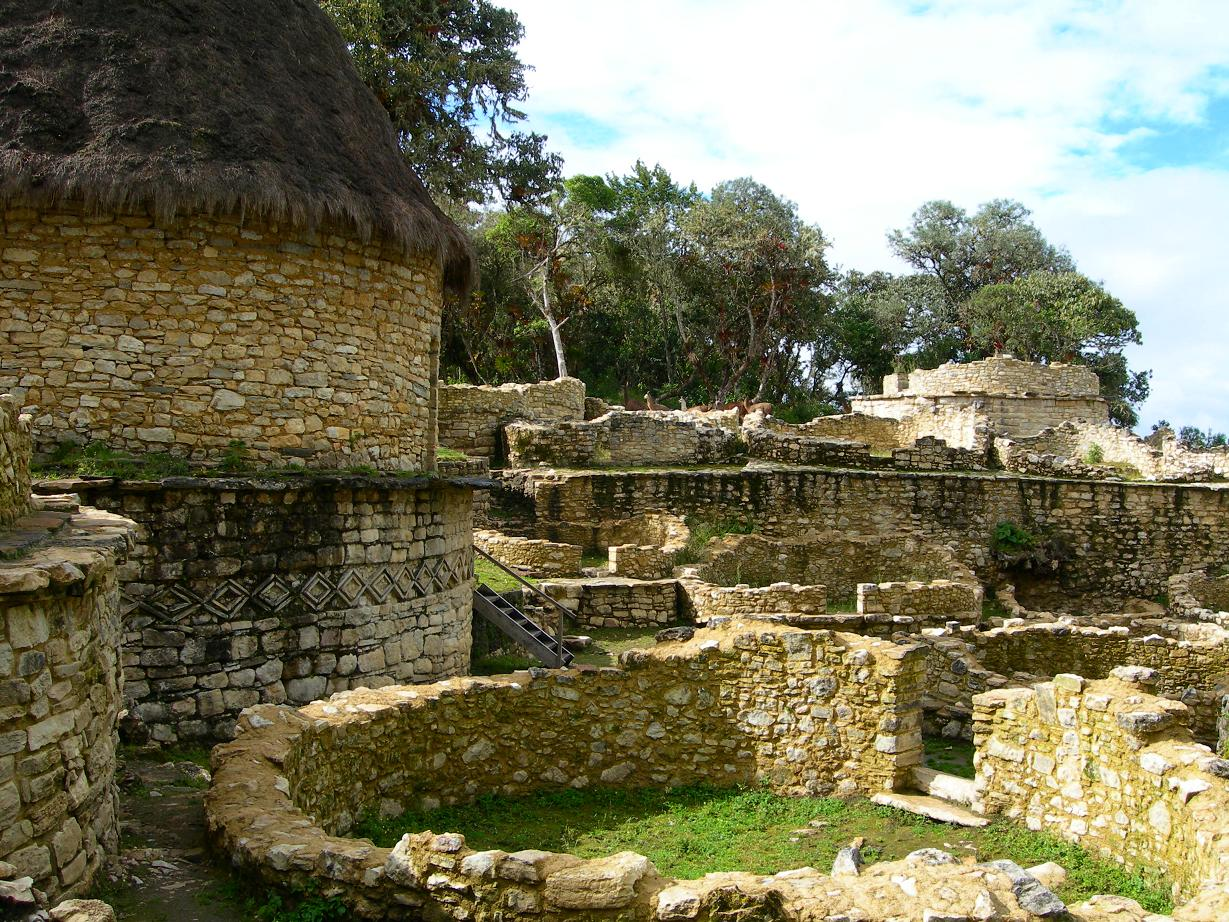
L'interno del centro urbano Kuélap della cultura Chachapoyas.

La cultura Chachapoyas indicava una società egualitaria non gerarchica attraverso la mancanza di prove archeologiche e una mancanza di potere che esprimesse l'architettura che ci si aspetterebbe dai leader della società come i reali o l'aristocrazia.

### Asia
Mazdak, un profeta sasanide che fondò l'omonimo ramo zoroastriano del Mazdakismo, è sostenuto da varie fonti storiche, tra cui Muhammad Iqbal, come proto-comunista. Questo punto di vista ha origine dalla fede di Mazdak nell'abolizione della proprietà privata, dalla difesa della rivoluzione sociale e dalla critica al clero.
I ricercatori hanno commentato la natura comunista della società costruita dai Carmati intorno ad Al-Hasa dal IX al X secolo.

## Prima età moderna

### Europa

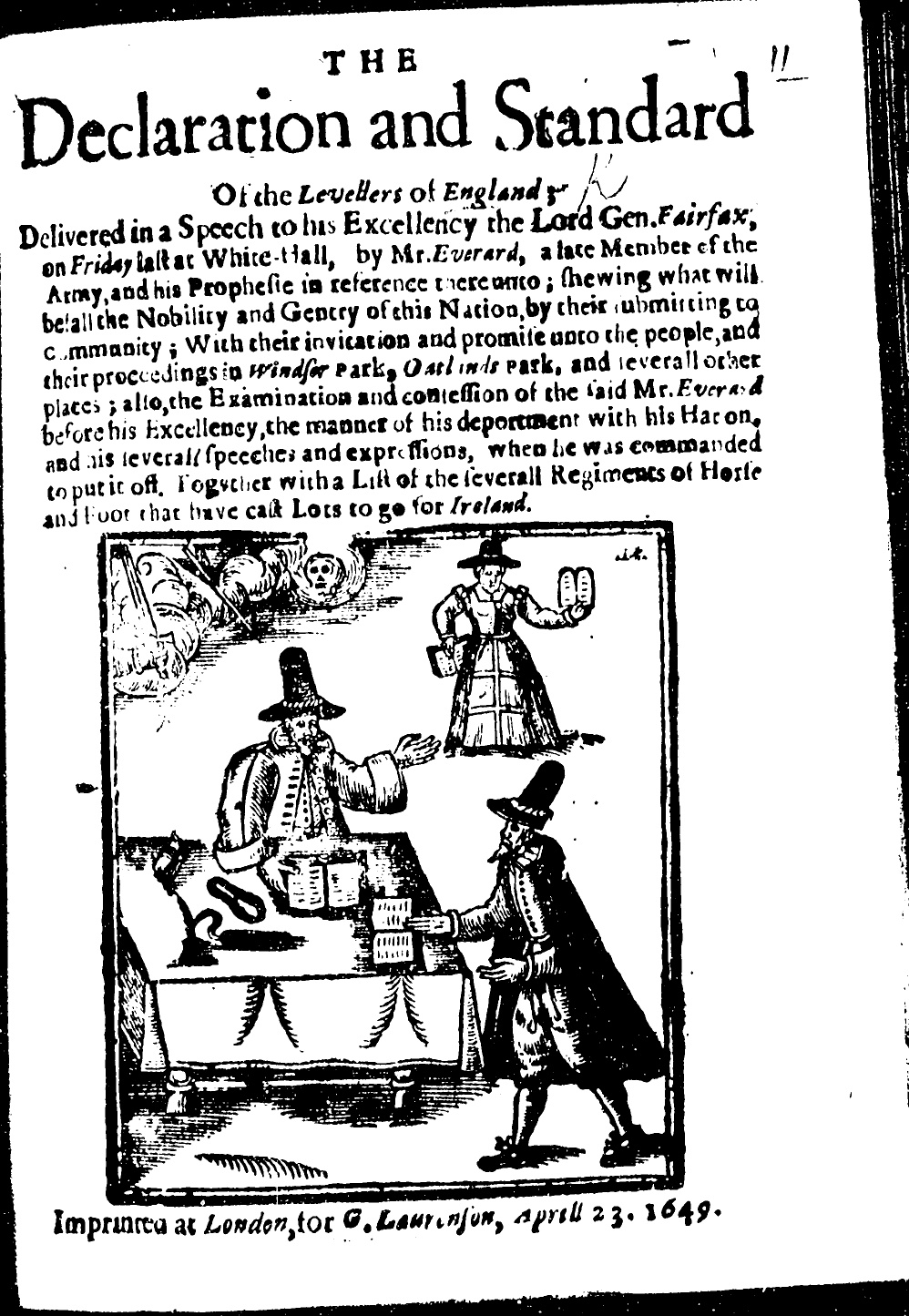
Xilografia da un documento Diggers di William Everard.

Thomas Müntzer guidò un grande movimento comunista anabattista durante la guerra dei contadini tedeschi. L'analisi di Engels del lavoro di Thomas Müntzer e della più ampia guerra dei contadini tedeschi portò Marx ed Engels a concludere che la rivoluzione comunista, quando si sarebbe verificata, non sarebbe stata guidata da un esercito di contadini ma da un proletariato urbano.
Nel XVI secolo, lo scrittore inglese Sir Thomas More descrisse una società basata sulla proprietà comune della proprietà nel suo trattato Utopia, i cui leader la amministravano attraverso l'applicazione della ragione. Diversi gruppi nella guerra civile inglese sostenevano questa idea, ma soprattutto i Diggers che sposarono ideali comunisti e agrari. L'atteggiamento di Oliver Cromwell e dei Grandi (un titolo aristocratico ufficiale conferito ad alcune nobiltà spagnole che godevano di privilegi simili a quelli della nobiltà di Francia durante l'Ancien Régime) nei confronti di questi gruppi era nel migliore dei casi ambivalente e spesso ostile Engels considerò i Livellatori della guerra civile inglese come gruppo rappresentativo del proletariato in lotta per una società socialista utopica. Sebbene i commentatori successivi abbiano visto i Livellatori come un gruppo borghese che non cercava una società socialista.
Durante l'Età dell'Illuminismo nella Francia del XVIII secolo, alcuni scrittori liberali iniziarono a criticare sempre più l'istituzione della proprietà privata fino al punto di chiederne l'abolizione. Tali scritti provenivano da pensatori come il filosofo profondamente religioso Jean-Jacques Rousseau. Nel suo enormemente influente Il contratto sociale (1762) Rousseau ha delineato le basi per un ordine politico basato sulla sovranità popolare piuttosto che sul governo dei monarchi, e nel suo Discorso sulla disuguaglianza (1755) inveì contro gli effetti corruttori della proprietà privata affermando che l'invenzione della proprietà privata aveva portato ai "crimini, guerre, omicidi e sofferenze" che affliggevano la civiltà.
L'opera Projet de communauté philosophe di Victor d'Hupay del 1779 descriveva un piano per un esperimento comune a Marsiglia in cui tutta la proprietà privata era vietata. Victor d'Hupay si riferiva a se stesso come a communiste, la forma francese della parola "comunista", in una lettera del 1782, la prima istanza registrata di quel termine.

### Nord America
Le descrizioni di Lewis Henry Morgan del "comunismo in vita" praticato dagli Haudenosaunee del Nord America, attraverso la ricerca abilitata e coautrice di Ely S. Parker, erano viste come una forma di comunismo pre-marxista. Le opere di Morgan furono un'ispirazione primaria per la descrizione di Marx ed Engel del comunismo primitivo, e ha portato alcuni a credere che le prime società di tipo comunista esistessero anche al di fuori dell'Europa, nella società dei nativi americani e in altre società pre-colonizzate nell'emisfero occidentale. Sebbene la convinzione del comunismo primitivo basata sul lavoro di Morgan sia errata a causa delle incomprensioni di Morgan sulla società Haudenosaunee e sulla sua teoria dell'evoluzione sociale, poiché smentita. Questa, e successive ricerche più accurate, ha portato la società dell'Haudenosaunee ad interessarsi all'analisi comunista e anarchica. In particolare aspetti in cui la terra non era trattata come una merce, proprietà comunale e tassi di criminalità quasi inesistenti.
"Comunismo primitivo" significa società che praticavano la cooperazione economica tra i membri della loro comunità, dove quasi ogni membro di una comunità aveva il proprio contributo alla società e la terra e le risorse naturali erano spesso condivise pacificamente tra la comunità. Alcune di queste comunità in Nord America e Sud America esistevano ancora fino al XX secolo. Lo storico Barry Pritzker elenca gli abitanti di Acoma Pueblo, Cochiti e Isleta Pueblo che vivono in società di tipo socialista. Si presume che l'egualitarismo moderno visto nelle comunità Pueblo derivi da questa storica struttura socio-economica. David Graeber ha anche commentato che gli Inuit hanno praticato il comunismo e respinto gerarchie ingiuste per "migliaia di anni".

## Età della Rivoluzione

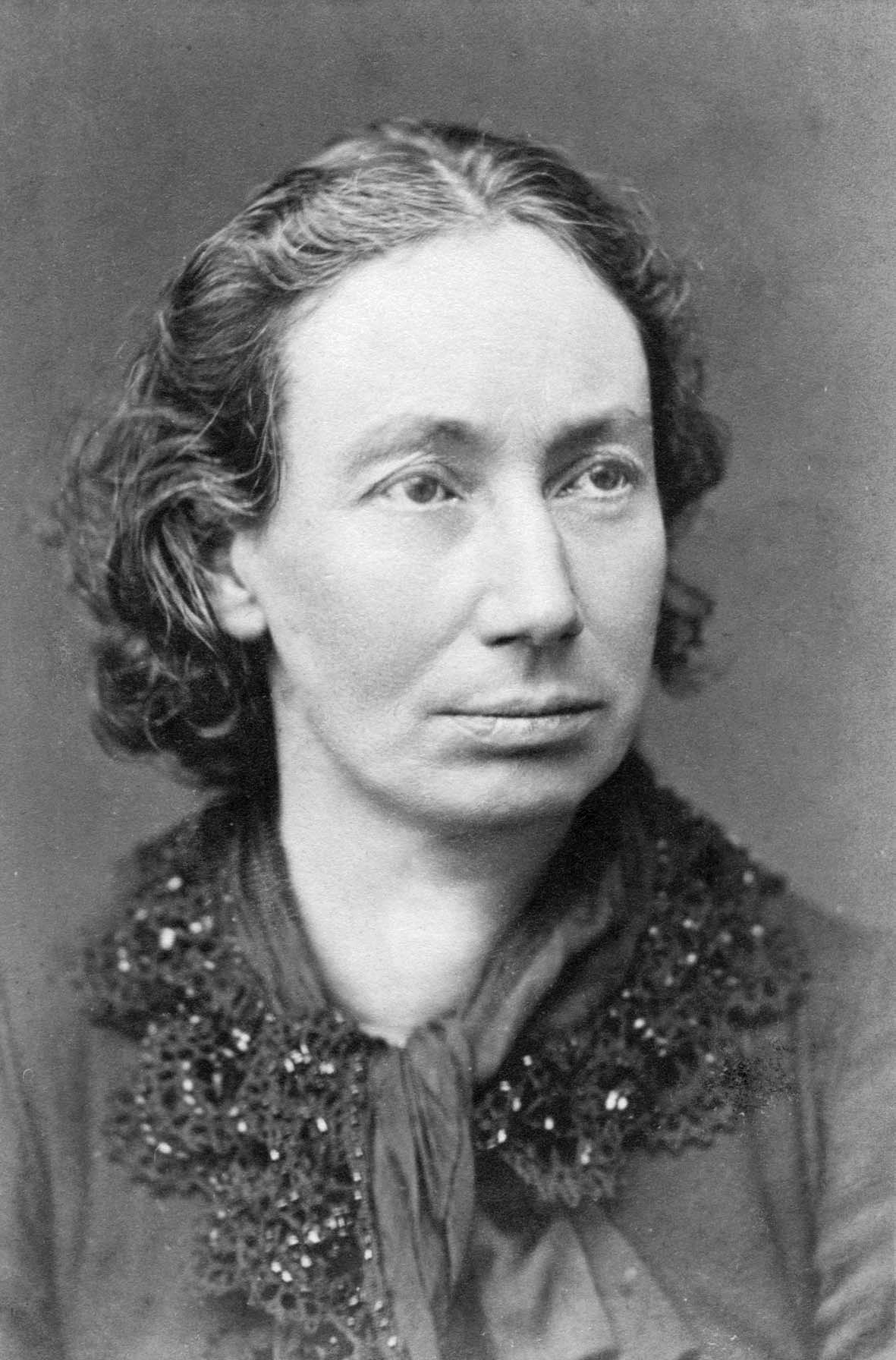
Louise Michel, una comunarda che sostenne l'insurrezione di Kanak del 1878 mentre era esiliata dalla Francia.

Gli Shakers del XVIII secolo sotto Joseph Meacham svilupparono e praticarono la propria forma di comunalismo, come una sorta di comunismo religioso, in cui la proprietà era stata trasformata in un "tutto consacrato" in ogni comunità Shaker.
Molti socialisti pre-Marx vissero, svilupparono e pubblicarono le loro opere e teorie durante questo periodo dalla fine del XVIII secolo alla metà del XIX secolo, tra cui: Charles Fourier, Louis Blanqui, Pierre -Joseph Proudhon, Pierre Leroux, Thomas Hodgskin, Claude Henri de Saint-Simon, Wilhelm Weitling, e Étienne Cabet. Socialisti utopistici come Robert Owen sono a volte considerati comunisti. L'uso del termine "comunismo" in inglese è stato reso popolare dai sostenitori dell'owenismo.
Le correnti di pensiero nella filosofia francese dell'Illuminismo da Rousseau e d'Hupay si rivelarono influenti durante la Rivoluzione francese del 1789 in cui vari antimonarchici, in particolare i giacobini, sostenevano l'idea di ridistribuire equamente la ricchezza tra le persone, tra cui Jean-Paul Marat e Francois Babeuf. Quest'ultimo fu coinvolto nella Congiura degli Eguali del 1796 con l'intenzione di stabilire un regime rivoluzionario basato sulla proprietà comunale, l'egualitarismo e la ridistribuzione della proprietà. Babeuf è stato direttamente influenzato dal romanzo utopico anti-proprietà di Morelly The Code of Nature e lo citò ampiamente, sebbene avesse l'errata impressione che fosse stato scritto da Diderot. Sempre durante la rivoluzione l'editore Nicholas Bonneville, fondatore del Social Club rivoluzionario parigino, usò la sua macchina da stampa per diffondere i trattati comunisti di Restif e Sylvain Maréchal. Maréchal, che in seguito si unì alla cospirazione di Babeuf, lo affermerà nel suo Manifesto degli Eguali (1796), "noi miriamo a qualcosa di più sublime e più giusto, il BENE COMUNE o COMUNITÀ DEI BENI" e "La Rivoluzione francese è giusta precursore di un'altra rivoluzione, molto più grande, molto più solenne, che sarà l'ultima". Restif ha anche continuato a scrivere e pubblicare libri sul tema del comunismo durante la Rivoluzione. Di conseguenza, attraverso i loro programmi egualitari e le loro agitazioni, Restif, Maréchal e Babeuf divennero i progenitori del comunismo moderno. Tuttavia, il complotto di Babeuf fu scoperto e lui e molti altri coinvolti furono arrestati e giustiziati. A causa delle sue opinioni e dei suoi metodi, Babeuf è stato descritto come anarchico, comunista e socialista da studiosi successivi. La parola "comunismo" fu usata per la prima volta in inglese da Goodwyn Barmby in una conversazione con coloro che descrisse come i "discepoli di Babeuf". Nonostante la battuta d'arresto della perdita di Babeuf, l'esempio del regime rivoluzionario francese e la condannata insurrezione di Babeuf furono fonte d'ispirazione per pensatori socialisti francesi come Henri de Saint-Simon, Louis Blanc, Charles Fourier e Pierre-Joseph Proudhon. Proudhon, il fondatore dell'anarchismo moderno e del socialismo libertario, in seguito dichiarò notoriamente "la proprietà è un furto!", una frase inventata per la prima volta dal rivoluzionario francese Brissot de Warville.
Maximilien de Robespierre e il suo Regime del Terrore, volto a sterminare monarchia, nobiltà, clero e conservatori, fu ammirato da alcuni anarchici, comunisti e socialisti. A sua volta, Robespierre era un grande ammiratore di Voltaire e Rousseau.
Negli anni 1830 e 1840 in Francia, i concetti egualitari del comunismo e le relative idee di socialismo erano diventati ampiamente popolari nei circoli rivoluzionari grazie agli scritti di critici sociali e filosofi come Pierre Leroux e Théodore Dézamy, le cui critiche alla borghesia il liberalismo e l'individualismo hanno portato a un diffuso rifiuto intellettuale del capitalismo laissez-faire su basi economiche, filosofiche e morali. Secondo Leroux che scrive nel 1832, "Non riconoscere altro scopo che l'individualismo è consegnare le classi inferiori a uno sfruttamento brutale. Il proletariato non è altro che una rinascita dell'antica schiavitù". Ha anche affermato che la proprietà privata dei mezzi di produzione consentiva lo sfruttamento delle classi inferiori e che la proprietà privata era un concetto separato dalla dignità umana. Fu solo nell'anno 1840 che i sostenitori della proprietà comune in Francia, inclusi i socialisti Théodore Dézamy, Étienne Cabet e Jean-Jacques Pillot, iniziarono ad adottare ampiamente la parola "comunismo" come termine per il loro sistema di credenze. Coloro che si ispirarono a Étienne Cabet crearono il movimento Icariano creando comunità basate sulla proprietà comunitaria non religiosa in vari stati degli Stati Uniti, l'ultima di queste comunità situata a poche miglia da Corning, Iowa, si sciolse volontariamente nel 1898.
I partecipanti alla ribellione dei Taiping, che hanno fondato il Regno Celeste di Taiping, sono visti dal Partito Comunista Cinese come proto-comunisti. Marx si riferì alle tendenze comuniste nella ribellione dei Taiping come "socialismo cinese".
I comunardi e la Comune di Parigi sono spesso visti come proto-comunisti e hanno avuto un'influenza significativa sulle idee di Karl Marx, che l'ha descritta come un esempio di "dittatura del proletariato".

## Karl Marx e l'età contemporanea
Marx vedeva il comunismo come lo stato originario dell'umanità da cui è passato attraverso la società classica e poi il feudalesimo fino al suo attuale stato di capitalismo. Propose che il prossimo passo nell'evoluzione sociale sarebbe stato un ritorno al comunismo.
Nella sua forma contemporanea, il comunismo è nato dal movimento operaio dell'Europa del XIX secolo. Con l'avanzare della rivoluzione industriale, i critici socialisti accusarono il capitalismo di aver creato una classe di operai urbani poveri che lavoravano duramente in condizioni difficili e di aver allargato il divario tra ricchi e poveri.